# Horace Parlan
Horace Lumont Parlan (født 19. januar 1931 i Pittsburgh, Pennsylvania, død 23. februar 2017 i Korsør) var en amerikansk-født dansk jazzpianist.
Han fik klaverundervisning fra han var 12, men da hans højre hånd var delvist lammet efter polio, udviklede han en karakteristisk brug af magtfulde akkorder i venstre hånd som en art kompensation.
Han kom i 1957 til New York og spillede og indspillede indtil 1959 med Charles Mingus og i de følgende år med Lou Donaldson, Stanley Turrentine, Booker Ervin, Eddie Lockjaw Davis, Johnny Griffin og Roland Kirk. Han indspillede desuden en række plader i eget navn for Blue Note.
I 1972 bosatte han sig i Danmark, og blev dansk statsborger i 1995, men har konstant haft hele Europa som arbejdsområde og trods sit handicap været en efterspurgt akkompagnatør og indspillet flittigt, blandt andet med Dexter Gordon, Archie Shepp, Benny Carter og Red Holloway.
Højrehåndens manglende bevægelighed kan undertiden få hans spil til at virke melodisk begrænset, til gengæld er hans harmoniske sans særdeles veludviklet.